# Бончо Тотев
Бончо Койчев Тотев е български юрист, кмет на Стара Загора в периода 1 февруари 1947 – 16 март 1948 г. и в периода 30 май 1949 – 28 юли 1950 г.

## Биография
Роден е в Стара Загора през 1897 г. Средното си образование Стара Загора, а след това получава юридическо образование в Софийския университет. Работи като адвокат в Гълъбово и Стара Загора, а после и като прокурор, градски и окръжен съветник. Умира през 1971 г. в Стара Загора.